# Flybmi
British Midland Regional Limited, meglio conosciuta come Flybmi e precedentemente come BMI Regional, era una compagnia aerea regionale britannica, con sede e base presso l'Aeroporto delle Midlands Orientali, Leicestershire, Inghilterra. La compagnia ha anche basi presso l'Aeroporto di Aberdeen, l'Aeroporto di Bristol e l'Aeroporto di Newcastle nel Regno Unito, l'Aeroporto di Karlstad in Svezia e l'Aeroporto di Monaco di Baviera in Germania.
Precedentemente divisione regionale della defunta British Midland International (BMI), opera come compagnia aerea indipendente ed è parte da agosto 2015, insieme a Loganair, dell'Airline Investments Limited. Fu separata da BMI nel 2012, quando quest'ultima fu venduta da Lufthansa a International Airlines Group, mentre BMI Regional fu venduta alla Sector Aviation Holdings.
Il 16 febbraio 2019 la compagnia ha rilasciato un comunicato sul sito ufficiale dichiarando lo stato di insolvenza a causa degli aumenti del prezzo del carburante.

## Accordi commerciali
Al 16 febbraio 2019 BMI Regional aveva accordi di codeshare con le seguenti compagnie:
- Air Dolomiti
- Air France
- Brussels Airlines
- Lufthansa
- Loganair
- Turkish Airlines

## Flotta

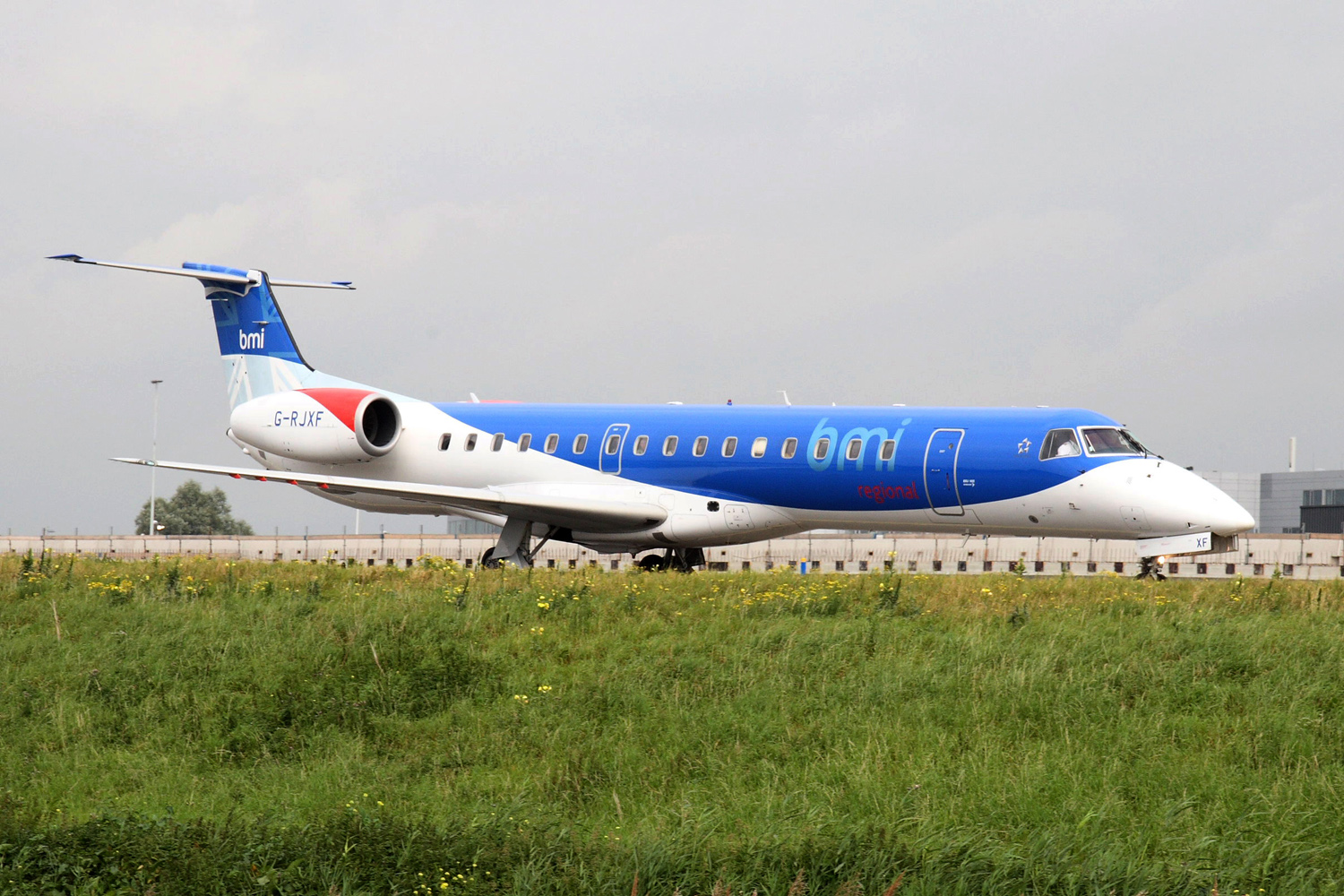
Un Embraer ERJ-145 di BMI Regional

Al 16 febbraio 2019 la flotta BMI Regional risultava essere composta dai seguenti aerei:
| Aereo       | In flotta | Ordini | Passeggeri |
| ----------- | --------- | ------ | ---------- |
| Embraer 135 | 3         | —      | 37         |
| Embraer 145 | 14        | —      | 49         |
| Totale      | 17        |        |            |

## Flotta storica
Nel corso degli anni BMI Regional ha operato con i seguenti modelli di aeromobili:
- BAe 146-300
- Saab 340
- Fokker 100